# Wilhelm Reissmüller

Unterschrift Reissmüllers

Wilhelm Reissmüller (* 19. Dezember 1911 in Süßen; † 14. November 1993 in Ingolstadt) war ein deutscher Verleger. Von 1936 bis 1945 war er Verlagsleiter des NSDAP-Parteiblattes Der Donaubote, von 1949 bis zu seinem Tod war er Herausgeber des Donaukuriers, der seit 1945 die Medienlandschaft in der Region Ingolstadt dominiert.

## Leben

### Jugend und Studium
Reissmüller wurde als zweiter Sohn eines Goldschmieds geboren. Nach der Mittleren Reife erlernte er an der Württembergischen Akademie der bildenden Künste in Stuttgart Bildhauerei, Holzschnitt und Typographie. Aus finanziellen Gründen musste er das Studium zunächst abbrechen und in Freiburg eine Grafikerstelle annehmen. Später setzte er sein Studium mit den Fächern Philosophie, Psychologie, Kunst- und Literaturgeschichte sowie Zeitungswissenschaft in Freiburg und München fort und promovierte 1937 in Philosophie. 1933 trat er ins Münchener Corps Germania ein, dessen Mitglied er zeitlebens blieb.
Reissmüller dementierte jede Nähe zum Nationalsozialismus. Doch während seiner Studentenzeit war Reissmüller Mitglied im NS-Studentenbund (NSDStB), verantwortete 1934/35 als Hauptschriftleiter die Inhalte der Münchner Hochschulzeitung, war Pressereferent des NSDStB und 1935 Hauptamtsleiter Presse und Propaganda der NS-Hochschulgruppe der Universität München. 1935 war er kurzzeitig Gauamtsleiter des NS-Studentenbundes in München. Reissmüller nahm an Veranstaltungen der SA aktiv teil und beantragte 1937 die Mitgliedschaft in der NSDAP (Mitgliedsnummer 5.030.227), für die er bis 1945 Mitgliedsbeiträge zahlte, der er aber nicht angehört haben wollte.
Während seines Studiums in München lernte Reissmüller Elin Liebl kennen. Deren Vater Ludwig Liebl war Gründer des NS-Ärztebundes und NSDAP-Ortsgruppenführer in Ingolstadt und Verleger des NS-Kampfblatts Donaubote. 1935 führte Reissmüller für den Verlag Liebls die Verhandlungen zur Übernahme der katholisch-konservativen, bis 1933 der Bayerischen Volkspartei nahestehenden Ingolstädter Zeitung mit den Gebrüdern Baumer, die im Rahmen der Gleichschaltung der Presse ihre Zeitung aufgeben mussten.

### NS-Verlagsleiter und Kriegsdienst
Die Ingolstädter Zeitung wurde mit Liebls nationalsozialistischem Donauboten vereinigt und hieß ab 1936 Donaubote – Ingolstädter Tageszeitung. Reissmüller trat 1937 in die Verlagsleitung des Donauboten ein und heiratete Liebls Tochter im Oktober des gleichen Jahres. 1939 nahm ihn Liebl als gleichberechtigten Gesellschafter in die „Druck und Verlag Donaubote San. Rat Dr. Ludwig Liebl und A. Ganghofer’sche Buchhandlung, offene Handelsgesellschaft“ auf.
Im August 1939 wurde er zur Wehrmacht eingezogen und diente zunächst in der 1. Gebirgsdivision. Im Spätsommer 1942 war er als Oberleutnant Angehöriger eines Stabes der Heeresgruppe A im Kaukasus, der für die Betreuung der Osttruppen zuständig war. Er soll zusammen mit seinem Verlegerkollegen Friedrich Middelhauve im Sonderverband Bergmann der Abwehr II unter Theodor Oberländer gedient haben. Reissmüller und Middelhauve werden beide als Verbindungsoffiziere des deutschen Rahmenpersonals dieses Verbandes genannt. Das legt nahe, dass Reissmüller für die Abwehr II tätig war. Die politische Koordination im Kaukasus lag in den Händen des Reichsministeriums für die besetzten Ostgebiete und dessen Abteilungsleiter Gerhard von Mende, der zugleich die Verbindung zur Abwehr II hielt.
Im Kaukasus lernte er den Diplomaten und Rittmeister Hans von Herwarth kennen, der Adjutant von General Ernst-August Köstring war. Auch Herwarth soll der Abwehr II angehört haben. Als man Köstring 1944 zum General der Freiwilligenverbände ernannte, war Reissmüller im Stab von Köstring zunächst für die Verbindungen zu den Ministerien zuständig. Hier freundete sich Reissmüller mit von Herwarth und mit dem Personalbearbeiter Hauptmann Siegfried Ungermann an. Nachdem SS-Chef Heinrich Himmler im Sommer 1944 die Aufstellung von zwei russischen Divisionen unter SS-Aufsicht bewilligt hatte, kam eine Zusammenarbeit zwischen Köstrings Stab mit den militärischen Dienststellen der SS zustande und Köstring bestimmte Reissmüller als Verbindungsoffizier zur SS. Für die russischen Verbände war im SS-Hauptamt Standartenführer Erhard Kroeger mit der Russischen Leitstelle zuständig, für die Nicht-Russen der Obersturmbannführer Fritz Arlt von der Freiwilligen-Leitstelle Ost. Reissmüllers Verbindungsfunktion dürfte 1944/45 in erster Linie diesen Stellen gegolten haben.
Neben seiner Militärlaufbahn blieb Reissmüller jedoch Verlagsleiter des Donauboten.

### Nachrichtendienstliche Aktivitäten in der frühen Nachkriegszeit
Aus dem Stab des Generals der Freiwilligenverbände gelangten viele Mitarbeiter ab 1946 zur Organisation Gehlen. Die Seilschaften aus Kriegszeiten begannen jetzt zu wirken. Ex-Stabschef Heinz-Danko Herre wurde rechte Hand Gehlens, der Ex-Adjutant Hans von Herwarth war Sonderverbindung zur Organisation Gehlen und Ex-Personalchef Siegfried Ungermann leitete eine große Gehlen-Dienststelle, die sich nacheinander 99, dann GV C und dann „Büro Bavaria“ nannte. Für diese Dienststelle der Organisation Gehlen wurde bald Reissmüller, der ja noch auf die Rückgabe seines Verlages wartete, unter der Verwaltungsnummer V-11900 tätig. Sein Verlag diente als Deckadresse und Reissmüller selbst war als Tippgeber für diese Dienststelle tätig.
Auch nachdem aus der Organisation Gehlen der BND entstand, blieb Reissmüller als Verleger des Donaukurier unter dem Decknamen ROTFUCHS noch lange Zeit eine erstrangige persönliche Verbindung des Leiters der BND-Dienststelle 923, Eduard Böhme (Deckname ELZE). Böhme hatte 1965 die Führung der Presseverbindungen des BND übernommen.
Die Freundschaft zu Hans von Herwarth war so eng, dass Herwarth 1955 Elin und Wilhelm Reissmüller zum Abschiedsempfang bei Bundespräsident Theodor Heuss einladen durfte, bevor Herwarth als Botschafter nach London ging. Herwarth veranlasste dann in London die Aufstellung einer Gedenktafel für die Mitglieder der Botschaft, die wegen ihres Widerstandes gegen den Nationalsozialismus hingerichtet wurden. Den Entwurf fertigte Reissmüller. Als Herwarth 1974 seinen 70. Geburtstag feierte, druckte die Festschrift Wilhelm Reissmüller und Herwarth bekam sie am 12. Juli 1974 im Bayerischen Hof persönlich von Reissmüller überreicht.

### Verleger nach 1945
Bei Kriegsende brachten Reissmüller und Herwarth zunächst General Köstring vom letzten Standort des Stabes auf der Reiteralpe nach Hause auf dessen Bauernhof. Dann schlug sich Reissmüller nach Ingolstadt durch und geriet kurzzeitig in US-Gewahrsam. Reissmüller hatte anschließend als Parteigenosse Schwierigkeiten, seinen beschlagnahmten Verlag zurückzubekommen.
Die Amerikaner achteten peinlich genau über die Information Control Division (ICD) auf die Inhalte der Presseveröffentlichungen im Sinne einer Entnazifizierung und Re-Education der deutschen Bevölkerung. Sie erteiltem der nunmehr unter dem Namen Donaukurier erscheinenden Zeitung am 11. Dezember 1945 eine Lizenz. Lizenznehmer war der vormalige Saarbrücker Verleger und Aichacher Bürgermeister Joseph Lackas.
Reissmüller wollte natürlich sein Eigentum gegen einen drohenden Verlust absichern. Bereits im Juli 1945 begleitete Herwarth seinen Freund Reissmüller zum Eichstätter Bischof Michael Rackl. Ziel war es, die Druckerei Reissmüllers dem Bischof zu übereignen, um sie dem Zugriff der Militärbehörden zu entziehen. Zum notariellen Vollzug kam es dann nicht, weil die Militärbehörden dies im Oktober 1945 verhinderten. Allerdings erhielt Reissmüller im August 1946 von den Amerikanern seine Buchhandlung zurück und Lackas musste als Treuhänder Pacht für Verlag und Druckerei an Reissmüller entrichten.
Reissmüller setzte sich mit Hilfe seines vormaligen Mitarbeiters Karl Semmler, der für Lackas kommissarisch die Druckerei führte, intensiv mit dem Lizenznehmer Joseph Lackas auseinander. Semmler arbeitete wohl im Interesse Reissmüllers gegen Lackas und wurde schließlich im August 1946 vom ICD aus dem Verlag entfernt. Er blieb aber Ankläger der Spruchkammer. Obwohl Herwarth Einflussmöglichkeiten über seinen Freund Peter Harnden vom ICD hatte, dauerte es noch lange, bis Reissmüller seinen Verlag zurückbekam, denn die Amerikaner stellten sich wegen Reissmüllers Vergangenheit erst einmal quer.
Mit Schreiben seines Freundes Herwarth, der ab November 1945 in der bayerischen Staatskanzlei für die Verbindung zu den Amerikanern zuständig war, wurde Reissmüller im Entnazifizierungsverfahren gar als NS-Kritiker und dem aktiven Widerstand zugehörig geschildert. Der „Persilschein“, den Herwarth seinem Freund schon sofort nach Dienstantritt am 16. November 1945 ausstellte, ist in seiner Glaubwürdigkeit anzuzweifeln, denn von einer Nähe zum Widerstand Reissmüllers will keiner der einschlägig mit dem Widerstand befassten Historiker gehört haben. Ankläger im Spruchkammerverfahren gegen Reissmüller, das am 20. November 1945 begann, war Karl Semmler. Der hatte jedoch zuvor bei Reissmüller im Verlag gearbeitet und wohnte im Verlagsgebäude. Kein Wunder, dass „Ankläger“ Semmler infolge des „Persilscheins“ durch von Herwarth im Verfahren seinen vormaligen Chef Reissmüller als „entlastet“ einstufte. Semmler arbeitete demnach im Interesse Reissmüllers und nicht gegen ihn. Am 3. Oktober 1946 beurteilte die Spruchkammer Ingolstadt Reissmüller als „entlastet“.
→ siehe Abschnitte Bayerische Staatskanzlei und Entnazifizierung unter Hauptartikel: Hans Heinrich Herwarth von Bittenfeld
Erst nach Aufhebung des von der Militärregierung verhängten Lizenzzwangs wurde er 1949 neben Joseph Lackas zunächst Mitherausgeber, 1951 dann alleiniger Herausgeber des Donaukuriers. Trotz der Neugründung berief sich dieser auf die Tradition der 1936 von Liebl übernommenen Ingolstädter Zeitung. Auch Liebls Ganghofer’sche Buchhandlung bildete wieder einen Teil des Unternehmens, das nun Donau Kurier Verlagsgesellschaft, A. Ganghofer'sche Buchhandlung und Courier Druckhaus KG hieß. Reissmüller entwickelte das Blatt zu einer der auflagenstärkeren Tageszeitungen in Bayern und konnte Übernahme- und Expansionsgelüste großer Medienkonzerne geschickt abwehren.
Reissmüller zählte zu den wichtigsten Bürgern Ingolstadts und nahm über seine faktische publizistische Monopolstellung seines Verlages in der Region erheblichen Einfluss auf das gesellschaftliche Leben dort. Ihn verband eine besondere Nähe zu dem gleichfalls NS-belasteten Ingolstädter ex-Oberbürgermeister Josef Listl, der nach 1945 zunächst als Anwalt für Reissmüller tätig war und von 1956 bis 1962 wieder OB von Ingolstadt war. Reissmüller behauptete 1970, er habe Listl „ans Ruder gebracht“.
Seinen wirtschaftlichen Erfolg nutzte er auch zur Förderung verschiedener sozialer und kultureller Zwecke. 1968 stiftete er den Musikförderungspreis des Konzertvereins Ingolstadt, mit dem Studierende in den Meisterklassen an den bayerischen Musikhochschulen und Konservatorien unterstützt werden. 1983 rief er zusammen mit seiner Frau eine eigene Stiftung ins Leben, die mit jährlichen Mitteln von inzwischen 60.000 EUR den Austausch von Studenten und Professoren der Akademie der Bildenden Künste München und der Accademia di Belle Arti in der Ingolstädter Partnerstadt Carrara fördert.

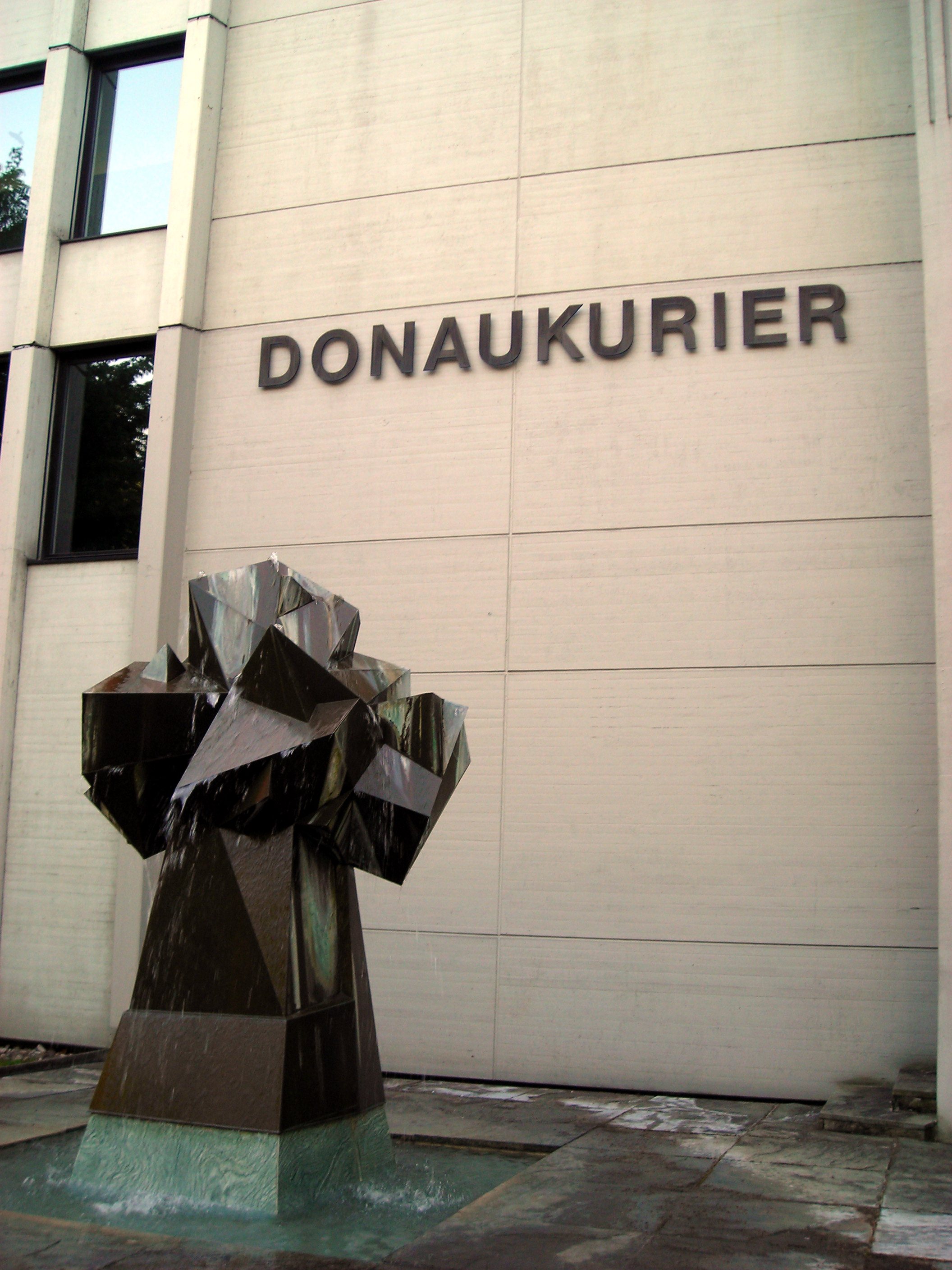
Von Reissmüller geschaffener Brunnen vor dem Donaukurier-Gebäude

Er blieb auch als Maler, Bildhauer und Zeichner tätig. Werke im öffentlichen Raum sind unter anderem der Brunnen vor dem Gebäude der Donaukurier-Verlagsgesellschaft und der Brunnen vor dem Klinikum Ingolstadt. Eine von ihm gestaltete Bronzebüste des früheren Oberbürgermeisters Josef Listl befindet sich im Alten Rathaus. Eine andere seiner Bronzebüsten stellt den langjährigen VW-Betriebsratsvorsitzenden Fritz Böhm dar. Eine Schau seiner Werke fand 2003 in der Galerie im Stadttheater Ingolstadt statt.
Für sein Lebenswerk wurde Reissmüller 1976 zum Ehrenbürger der Stadt Ingolstadt ernannt.
Er verstarb am Volkstrauertag während des Hochamts in der Franziskanerbasilika.

### Reissmüller in der Erinnerungskultur
Reissmüller wehrte sich zeitlebens mit allen juristischen Mitteln gegen jeden, der ihn wegen seiner Vergangenheit in die Nähe des Nationalsozialismus brachte. Durch ab dem Jahr 2022 durchgeführte Recherchen von Thomas Schuler stellte sich heraus, dass Reissmüller nicht nur mit dem NS-Regime kooperierte, sondern auch davon profitierte und viele seiner Aussagen zur NS-Zeit auf Lügen basierten. Schulers Recherchen deckten auf, dass er bereits 1933 dem NS-Studentenbund, der SA und der SS beitrat, an Schulungslagern der SA teilnahm und bei der Reiter-SS ritt.
Ein gemeinsamer Antrag von Bündnis 90/Die Grünen, SPD, UWG, ÖDP und Die Linke im Ingolstädter Stadtrat vom 6. Dezember 2024 sah vor, Reissmüller die Ehrenbürgerwürde, die juristisch mit dem Tod Reissmüllers erloschen ist, abzuerkennen und die Stiftung Dr. Reissmüller – Städtepartnerschaft Ingolstadt-Carrara umzubenennen. Er verantworte als Verlagsleiter, dass in seiner Zeitung gegen die von den Nazis verfolgten Gruppen „auf menschenverachtende Weise gehetzt wurde“. Seine NS-Vergangenheit habe er nach Kriegsende verschwiegen und geleugnet. Trotz Rechercheergebnisse von Schuler wollte die Mehrheit im Stadtrat (Freie Wähler und CSU) noch mit der Aberkennung der Ehrenbürgerwürde warten, bis ein Gutachten des Instituts für Zeitgeschichte zum Thema „Ingolstadt im Nationalsozialismus“ vorliegt. Das soll erst etwa 2027 der Fall sein.
Am 3. Juni 2025 erkannte der Stadtrat dann mit einer Gegenstimme Reissmüller die Ehrenbürgerschaft ab.

## Auszeichnungen
- Infanterie-Sturmabzeichen
- Eisernes Kreuz II. Klasse
- Eisernes Kreuz I. Klasse
- 1969: Verdienstkreuz 1. Klasse der Bundesrepublik Deutschland
- 1977: Großes Verdienstkreuz der Bundesrepublik Deutschland
- 1987: Großes Verdienstkreuz mit Stern der Bundesrepublik Deutschland
- Bayerischer Verdienstorden
- Ehrenbürger der Stadt Ingolstadt (aberkannt 2025)

## Veröffentlichungen
- Siegfried Hofmann und Wilhelm Reissmüller (Hrsg.): Ingolstadt. Geschichte, Stadtgeschichte - Die Herzogstadt - Die Universitätsstadt - Die Festung. Donaukurier Ingolstadt, 1974
- Siegfried Hofmann und Wilhelm Reissmüller (Hrsg.): Ingolstadt. Bilddokumente der Stadt Ingolstadt 1519-1930. Donaukurier Ingolstadt, 1981
- Siegfried Hofmann und Wilhelm Reissmüller (Hrsg.): Ingolstadt an der Donau. Donaukurier Ingolstadt, 1986